# Magnolia Service Station
Pour les articles homonymes, voir Magnolia.
La Magnolia Service Station est une ancienne station-service américaine à Texola, dans le comté de Beckham, en Oklahoma. Située le long de la route 66, elle a été construite vers 1930. Elle est inscrite au Registre national des lieux historiques depuis le 23 février 1995.